# Progress M-23M
La missione Progress M-23M del programma russo Progress, registrata dalla NASA come missione 55P, è una missione di rifornimento della stazione spaziale internazionale completamente automatizzata, senza equipaggio a bordo.

## Lancio
Il lancio è stato effettuato il 9 aprile 2014 alle 15:26 UTC dal cosmodromo di Baikonur, consumando nel primo minuto circa 1600 chili di propellente al secondo.

## Attracco
L'attracco è avvenuto con successo in 4 orbite, per un totale di 6 ore, in modo automatico nel modulo Pirs. Gli astronauti hanno atteso la mattina successiva prima di aprire il portellone del cargo, per poter effettuare con calma controlli preliminari di eventuali perdite.

## Carico
La navetta ha consegnato 2383 kg  di materiale alla stazione spaziale.

## Rientro
Il 21 luglio la navetta si è staccata dalla stazione spaziale ed ha iniziato una missione secondaria di 10 giorni per la misurazione dell'assorbimento radio della ionosfera terrestre.
Il 31 luglio ha intrapreso una discesa verso l'atmosfera per distruggersi al contatto con l'aria densa e precipitare nell'oceano pacifico, lontano dai centri abitati.